# Cratere Rao
Rao  è un cratere sulla superficie di Cerere.